# Курт Банділла
Курт Банділла (нім. Kurt Bandilla; 1 березня 1918, Кенігсберг - ???) - німецький офіцер, гауптман (капітан) вермахту. Кавалер Німецького хреста в золоті.

## Нагороди
- Німецька імперська відзнака за фізичну підготовку в бронзі
- Медаль «За вислугу років у Імперській службі праці» 4-го ступеня (4 роки)
- Штурмовий піхотний знак
- Залізний хрест 2-го і 1-го класу
- Німецький хрест в золоті (17 вересня 1944) - гауптман 2-го батальйону 695-го гренадерського полку 340-ї піхотної дивізії.
- Нагрудний знак ближнього бою в сріблі
- Нагрудний знак «За поранення» в золоті